# Преображенский, Борис Владимирович
Борис Владимирович Преображенский (11 июля 1937, Самарканд — 21 января 2016, Владивосток) — советский и российский учёный-эколог, специалист в области биологии, геологии и географии. Организатор и первый заведующий лаборатории морских ландшафтов Тихоокеанского института географии ДВО РАН, заслуженный эколог РФ. Доктор геолого-минералогических наук, профессор.
Был председателем координационного Совета по экологическим проблемам Приморского края и Совета по лекарственным и растительным ресурсам Дальнего Востока. Палеонтологические и экологические исследования Б. В. Преображенского получили широкое признание в России и за её пределами. Автор современной матричной классификации и номенклатуры жизненных форм кораллов. Водолаз III класса, яхтенный рулевой 2 класса.

## Биография
Родился в Самарканде Узбекской ССР. Родители учёного были геологами, отец — Смирнов Владимир Петрович (род. в форте Карабутак в 1884 г.), доктор геолого-минералогических наук, профессор геологии, член Английской академии наук, мать — Преображенская Вера Николаевна (род. в 1902 г.), доктор геолого-минералогических наук, заведующая кафедрой исторической геологии и палеонтологии Воронежского государственного университета.
Перед войной с семьёй переехал в Ташкент, где поступил в военизированную школу № 50 имени Сталина. В 1945 году переехал в Воронеж, где шли работы по восстановлению университета. В 1954 году окончил школу с серебряной медалью. В 1959 году окончил Воронежский государственный университет по специальности инженер-геолог, специалист по геологической съёмке и поискам месторождений полезных ископаемых.
В 1959−1970 годах — старший техник-геолог, геолог, начальник отряда, старший геолог Центральной комплексной тематической экспедиции Северо-Восточного геологического управления Министерства геологии СССР в Магадане. Один из эпизодов этого периода жизни Преображенского, когда его с товарищем забросили в тундру с ограниченным запасом еды и забыли, вошёл в роман Олега Куваева «Территория». Автор листа Государственной геологической карты СССР масштаба 1:200 000.
В 1970−1982 годах — старший научный сотрудник, заведующий группой, заведующий лабораторией тропических морей, заместитель директора по науке Института биологии моря.
В 1982—1993 годах — заведующий Лабораторией морских ландшафтов ТИГ ДВО РАН.
В 1993−1994 годах — начальник Отдела инженерной экологии городской администрации Владивостока.
С 1994 года до конца жизни — заведующий Лабораторией морских ландшафтов ТИГ ДВО РАН, главный научный сотрудник.
С 1973 по 1989 год руководил многочисленными зарубежными морскими экспедициями на судах Академии наук.
Читал специализированные курсы в Новосибирском, Воронежском, Московском, Дальневосточном университетах, ДальРыбВТУЗе, ТГЭУ, университете Джеймса Кука в Таунсвилле (Австралия). Специализировался по проблемам стратиграфии палеозоя Северо-Востока России, палеонтологии, систематики и палеоэкологии древних колониальных кораллов, систематики и экологии современных кораллов, системно-структурного анализа, философии биологии, морской системной экологии, подводного ландшафтоведения, расчётной эколого-географической экспертизы.

## Достижения
Был известным общественным деятелем. Активно боролся за экологическую чистоту Приморского края, препятствовал сооружению рыбоперерабатывающего кластера на Дальнем Востоке (бухта Суходол), завода по переработке сжиженного природного газа в Хасанском районе. Разработал уникальный макет экологического паспорта морской прибрежной акватории для хозяйственного использования.
Был членом Российского палеонтологического общества, Российского географического общества, Палеонтологического общества в Клаусталь-Целлерфельде, председателем секции инженерной экологии ДВО РАН, редколлегии ряда научных журналов. Неоднократно руководил крупными международными экспедициями на судах Дальневосточного отделения Академии наук.

### Научные труды
Автор более 300 научных работ, в том числе 18 монографий в области региональной геологии, палеонтологии, стратиграфии, биологии, экологии, географии, космогонии, философии, методологии науки. Основные из них:
- «Современные рифы» (1986),
- «Атлас подводных ландшафтов Японского моря» (1991),
- «Природно-ресурсный потенциал Приморского края» (1999, кол. авт.),
- «Основы подводного ландшафтоведения (Управление морскими экосистемами)» (2000, соавторы),
- «Метафизика и метаморфозы естествознания» (2010).

Статьи:
1. Преображенский Б. В. Значение зональных явлений в скелете табулятоморфных кораллов //Палеонтол. журн. — 1967. — №. 3. — С. 3-8.
2. Преображенский Б. В. О колониях табулят //Древние книдарии. — 1974. — Т. 1. — С. 87-89.
3. Преображенский Б. В. Кораллы позднего ордовика Чукотского полуострова //Стратиграфия и фауна ордовика и силура Чукотского полуострова.-Новосибирск: Наука. Сиб. отд-ние. — 1977. — С. 51-63.
4. Преображенский Б. В. Морфология и палеоэкология табулятоморфных кораллов. — Наука, 1982.
5. Преображенский Б. В. Современные рифы. — « Наука», 1986.
6. Бакланов П. Я. и др. Природопользование в прибрежной зоне (проблемы управления на Дальнем Востоке России). — Владивосток : Дальнаука, 2003.

## Образование и научная карьера
Кандидатскую диссертацию в 1966 году защитил в Новосибирском государственном университете, без отрыва от производства, во время работы в Центральной комплексной тематической экспедиции Северо-Восточного геологического управления в Магадане. Докторскую диссертацию по теме «Морфология и палеоэкология табулятоморфных кораллов» защитил в 1980 году там же. Его исследования были включены в университетские курсы «Геоэкология», «Управление морскими экосистемами», «Концепции современного естествознания», читаемые им в высших учебных заведениях.

## Награды
- 1987 г. Большая медаль ЮНЕСКО за развитие программы «Человек и биосфера»
- 1999 г. Почётное звание «Заслуженный эколог Российской Федерации»
- 2006 г. Занесён в международную книгу «Who is Who in Science and Technology»
- 2012 г. Занесён в международную книгу «Who’s Who in the World»